# Ник-Фервју (Аљаска)
Ник-Фервју (енгл. Knik-Fairview) насељено је место без административног статуса у америчкој савезној држави Аљаска.

## Демографија
По попису из 2010. године број становника је 14.923, што је 7.874 (111,7%) становника више него 2000. године.
| Група             | 2000.         | 2010.          |
| Белци             | 6.069 (86,1%) | 12.211 (81,8%) |
| Афроамериканци    | 47 (0,7%)     | 149 (1,0%)     |
| Азијати           | 53 (0,8%)     | 215 (1,4%)     |
| Хиспаноамериканци | 214 (3,0%)    | 613 (4,1%)     |
| Укупно            | 7.049         | 14.923         |